# Urheberrecht bei öffentlichen Reden
Öffentliche Reden sind in den meisten Ländern der Welt urheberrechtlich wie alle anderen sprachlichen Erzeugnisse geschützt, sofern sie die allgemeinen Werkanforderungen (Schöpfungshöhe) erfüllen. Die Urheberrechtsgesetze vieler Länder erlauben es jedoch, öffentliche Reden unter bestimmten Umständen auch ohne Zustimmung des Urhebers der Rede zu verwerten.

## Internationale Abkommen und EU-Recht
In den großen mehrseitigen internationalen Urheberrechtsabkommen finden sich keine Regelungen für den Schutz und die Verwertung öffentlicher Reden im Allgemeinen. Politischen Reden kommt allerdings eine Sonderstellung zu. Die Revidierte Berner Übereinkunft (RBÜ) bestimmt in Art. 2bis Abs. 1 ausdrücklich, dass es der „Gesetzgebung der Verbandsländer […] vorbehalten [bleibt], politische Reden und Reden in Gerichtsverhandlungen teilweise oder ganz von dem in Artikel 2 vorgesehenen Schutz auszuschließen“. Diese Regelung findet sich in der RBÜ seit der Rom-Revision im Jahr 1928. Sie geht auf einen Vorschlag der japanischen Delegation zurück und ist vor dem Hintergrund zu sehen, dass die Vertragsstaaten uneins waren, ob „mündliche Werke“ überhaupt in den Genuss von Urheberrechtsschutz kommen sollten. Letztlich verständigte man sich kompromissweise darauf, diese ausdrücklich in den Katalog der geschützten Werke in Art. 2 Abs. 1 aufzunehmen, zugleich jedoch den Schutz politischer Reden und Reden in Gerichtsverhandlungen nicht zwingend vorzuschreiben. Zuvor hatten auch einige Delegationen, die dem Schutz mündlicher Werke eigentlich befürwortend gegenüberstanden, ein starkes Interesse der Öffentlichkeit an der Zugänglichkeit öffentlicher Reden anerkannt.
Im Urheberrecht der Europäischen Union erlaubt die InfoSoc-Richtlinie (Richtlinie 2001/29/EG) den Mitgliedsstaaten, in Bezug auf das ausschließliche Recht des Urhebers zur Vervielfältigung, öffentlichen Wiedergabe und Verbreitung seines Werkes Ausnahmen vom bzw. Beschränkungen des Urheberrechts vorzusehen

„für die Nutzung von politischen Reden oder von Auszügen aus öffentlichen Vorträgen oder ähnlichen Werken oder Schutzgegenständen, soweit der Informationszweck dies rechtfertigt und sofern – außer in Fällen, in denen sich dies als unmöglich erweist – die Quelle, einschließlich des Namens des Urhebers, angegeben wird.“

Auch für diese Freistellung gilt – ebenso wie für die anderen fakultativen Schranken – der Drei-Stufen-Test (Art. 5 Abs. 5 InfoSoc-RL).

## Deutschland
Reden zählen nach deutschem Urheberrechtsgesetz (UrhG) zu den urheberrechtlich geschützten Sprachwerken (§ 2 Abs. 1 Nr. 1 UrhG); eine körperliche Festlegung (Niederschrift, Aufzeichnung oder dergleichen) ist nicht erforderlich. Für Reden gelten daher dieselben Schutzanforderungen wie für alle anderen sprachlichen Erzeugnisse (Schriften etc.).
Für öffentliche Reden ist jedoch in § 48 UrhG eine eigene Schrankenregelung vorgesehen, um deren Nutzung zu erleichtern. Danach gilt:

„(1) Zulässig ist
1. die Vervielfältigung und Verbreitung von Reden über Tagesfragen in Zeitungen, Zeitschriften sowie in anderen Druckschriften oder sonstigen Datenträgern, die im Wesentlichen den Tagesinteressen Rechnung tragen, wenn die Reden bei öffentlichen Versammlungen gehalten oder durch öffentliche Wiedergabe im Sinne von § 19a oder § 20 veröffentlicht worden sind, sowie die öffentliche Wiedergabe solcher Reden,
2. die Vervielfältigung, Verbreitung und öffentliche Wiedergabe von Reden, die bei öffentlichen Verhandlungen vor staatlichen, kommunalen oder kirchlichen Organen gehalten worden sind.
(2) Unzulässig ist jedoch die Vervielfältigung und Verbreitung der in Absatz 1 Nr. 2 bezeichneten Reden in Form einer Sammlung, die überwiegend Reden desselben Urhebers enthält.“

Die Regelung unterscheidet im Wesentlichen zwei Arten von Reden: Reden über Tagesfragen (Abs. 1 Nr. 1) und Reden bei öffentlichen Veranstaltungen (Abs. 1 Nr. 2).
- Reden über Tagesfragen. Die Beschränkung auf „Tagesfragen“ wird in der Literatur zumeist dahin gehend verstanden, dass die Ausführungen im Zeitpunkt der Rede zur tagesaktuellen Meinungsbildung beitragen, was regelmäßig einen engen Bezug zu dem Zeitpunkt, in dem der Gegenstand der Erörterung stattgefunden hat, voraussetzt.[6] Reden wissenschaftlicher oder literarischer Art sollen wiederum schon nach der amtlichen Begründung nicht in die Kategorie der Reden über Tagesfragen fallen, selbst wenn sie anlässlich eines Tagesereignisses gehalten werden.[7] Wird die Rede bei einer „öffentlichen Versammlungen“ gehalten, ist unschädlich, dass die Zuschauerzahl mitunter aufgrund örtlicher Gegebenheiten beschränkt ist oder Eintrittsgeld verlangt wird.[8] Typische Beispiele hierfür sind Reden bei Wahlkampfauftritten oder Demonstrationen.[9] „Durch öffentliche Wiedergabe im Sinne von § 19a oder § 20 UrhG veröffentlicht“ wird eine Rede namentlich dann, wenn sie gesendet (zum Beispiel im Rundfunk oder als Livestream im Internet) oder öffentlich zugänglich gemacht wird (zum Beispiel als YouTube-Video).

- Reden bei öffentlichen Veranstaltungen. Die öffentlichen Verhandlungen in Absatz 1 Nr. 2 umfassen insbesondere Parlamentsreden. Bei Gerichtsverhandlungen sind Sonderbestimmungen über die Zulässigkeit von Ton- und Filmaufnahmen zu beachten; mitstenographieren ist zulässig.[10] Anders als bei den Reden über Tagesfragen dürfen derartige Reden nicht nur in bestimmten tagesaktuellen Medien (Zeitungen etc.) zustimmungsfrei genutzt werden, sondern etwa auch, ganz oder auszugsweise, frei im Internet.[11]

Die Freistellung des § 48 UrhG bezieht sich nur auf die Rede als solche, nicht auf vermittelnde Werke und Erzeugnisse Dritter. So kann ein Fernsehsender die Rede eines Gewerkschafters auf einer Kundgebung selbst auf Film aufnehmen und anschließend zustimmungsfrei unter Berufung auf § 48 Abs. 1 Nr. 1 in den Abendnachrichten ausstrahlen. Der Fernsehsender darf hierzu aber nicht einfach die Aufzeichnung eines anderen Senders verwenden, da der andere Sender an dieser Aufzeichnung selbst Rechte hält (Laufbildschutz).
Stets gilt das Änderungsverbot (§ 62 UrhG) und das Gebot der Quellenangabe (§ 63 UrhG). Die Quelle ist „einschließlich des Namens des Urhebers stets anzugeben, es sei denn, dass dies nicht möglich ist“ (§ 63 Abs. 2 Satz 2 UrhG). Gemäß § 62 Abs. 2 UrhG können Reden auch gekürzt wiedergegeben werden, wenn das der Benutzungszweck erfordert und keine sinnentstellende Wiedergabe vorliegt. Gegen Entstellungen (§ 14 UrhG) kann der Urheber vorgehen. Die Aufnahme in eine personenspezifische Redensammlung (etwa: „Heinrich Lübkes größte Reden“) ist nach § 48 Absatz 2 UrhG ausdrücklich nicht zustimmungsfrei möglich.

## Österreich
Das österreichische Urheberrecht schützt Sprachwerke unabhängig davon, ob sie schriftlich oder anderweitig festgelegt sind oder nicht, sodass für Reden die normalen Schutzkriterien gelten, die auch bei anderen sprachlichen Erzeugnissen anzulegen sind.
Nach § 43 Abs. 1 des österreichischen Urheberrechtsgesetzes (öUrhG) dürfen allerdings

„Reden, die in einer zur Besorgung öffentlicher Angelegenheiten zuständigen Versammlung oder in Verfahren vor den Gerichten oder anderen Behörden gehalten werden, sowie öffentlich gehaltene politische Reden […] zum Zweck der Berichterstattung vervielfältigt, verbreitet, öffentlich vorgetragen, durch Rundfunk gesendet und der Öffentlichkeit zugänglich gemacht werden.“

Erfasst sind hier im Wesentlichen drei Redetypen, die unterschiedliche Abgrenzungsmerkmale aufweisen: So geht es bei den ersten beiden Alternativen um den Ort, an dem die Rede gehalten wird. Handelt es sich hierbei um einen allgemeinen (normsetzenden) Vertretungskörper (zum Beispiel: Nationalrat, Bundesrat, Bundesversammlung, Landtage, Gemeinderäte etc.) oder um eine Behörde (zum Beispiel: Plädoyer oder mündliche Urteilsbegründung in einem Gerichtssaal), so fällt die Rede unter die Regelung. Wo die ebenfalls privilegierte politische Rede gehalten wird, ist demgegenüber unerheblich, solange sie nur öffentlich gehalten wird. Auf die Art der politischen Äußerung (innen-, gesellschaftspolitisch etc.) kommt es nicht an. Erfasst sind so unter anderem Wahlkampfreden und Äußerungen auf (politischen) Pressekonferenzen. Keine „politische Rede“ liegt nach einer Entscheidung des Obersten Gerichtshofs aber vor, wenn ein ehemaliger Politiker einen Aufsatz auf seiner Website publiziert, in dem er seinen persönlichen Standpunkt zu seinem Parteiausschluss erläutert.
Die Verwertung muss zum Zweck der Berichterstattung erfolgen, was Berichte im Fernsehen ebenso umfasst wie solche in Printmedien oder im Internet (Medienneutralität). Bei der Nutzung der Rede ist grundsätzlich die Quelle einschließlich des Urhebernamens anzugeben, sofern dieser nicht ausnahmsweise nicht in Erfahrung zu bringen ist (§ 57 Abs. 3a Z 2 öUrhG). Eine Aufnahme der Rede in eine Redensammlung ist ausdrücklich nicht von der Schrankenbestimmung gedeckt und muss folglich vom Urheber genehmigt werden (§ 43 Abs. 3 öUrhG). Jede Nutzung im Rahmen des § 43 öUrhG unterliegt dem Änderungsverbot des § 21 Abs. 1 öUrhG, aus dem sich der Redenurheber etwa auch gegen entstellende Kürzungen wehren kann.
Die bereits mit Einführung des Urheberrechtsgesetzes von 1936 eingefügte Schrankenbestimmung des § 43 Abs. 1 öUrhG folgte § 5 Abs. 1 öUrhG [1920] nach, wonach Reden und Vorträge, die bei Verhandlungen oder Versammlungen in öffentlichen Angelegenheiten gehalten werden, generell vom Urheberrechtsschutz ausgenommen waren. Diese Regelung erschien dem Gesetzgeber 1936 dann zu weitgehend, sodass stattdessen eine entsprechende Schrankenregelung geschaffen wurde. Sie ist laut den Erläuternden Bemerkungen motiviert durch das „öffentliche[] Interesse an einer möglichst unbeschränkten Verbreitung solcher Reden, die übrigens oft auch den Absichten des Redners entspricht“. Gegen eine Entstellung der Rede kann sich der Redenurheber aus seinem Urheberpersönlichkeitsrecht wehren.

## Schweiz
Für Reden gelten in der Schweiz die üblichen Schutzanforderungen an Sprachwerke – ungeachtet dessen, ob sie auch schriftlich niedergelegt sind oder nicht. Ein Unterschied zwischen Schriftwerken und Reden besteht urheberrechtlich nicht (vgl. Art. 29 Abs. 1 Urheberrechtsgesetz [URG]).
Das alte schweizerische Urheberrechtsgesetz von 1922 sah bis zuletzt in Art. 24 URG noch ausdrücklich eine Wiedergabefreiheit von Reden im Rahmen der Berichterstattung über den öffentlichen Anlass, auf dem sie gehalten werden, vor. Die damalige Ausnahme fiel mit der URG-Novellierung im Jahr 1992 (BBl 1992 VI 74) weg. In einigen Fällen lässt sich die Nutzung öffentlicher Reden seitdem jedoch durch Art. 28 Abs. 1 URG (Berichterstattung über aktuelle Ereignisse) rechtfertigen. Danach dürfen, „soweit es für die Berichterstattung über aktuelle Ereignisse erforderlich ist, […] die dabei wahrgenommenen Werke aufgezeichnet, vervielfältigt, vorgeführt, gesendet, verbreitet oder sonst wie wahrnehmbar gemacht werden“. Diese Ausnahme kann grundsätzlich auch für (Auszüge aus) öffentliche(n) Reden nutzbar gemacht werden. Die Wiedergabefreiheit steht jedoch unter der Einschränkung, dass der Umfang des Urheberrechtseingriffs (konkret also etwa die Länge eines im Fernsehen gezeigten Ausschnitts) durch den Informationszweck gerechtfertigt ist. Außerdem muss eine „Berichterstattung“ stattfinden, in deren Rahmen das Werk (die Rede) wahrnehmbar gemacht wird – eine bloße isolierte Wahrnehmbarmachung (etwa: eine reine Liveübertragung) ist davon nicht erfasst.